# 한국여자프로농구 2002 여름리그
한국여자프로농구 2002 여름리그(스폰서의 이름을 딴 NEW 국민은행배 겨울리그라고도 알려진)는 한국여자프로농구의 아홉 번째 시즌이다. 2002년 7월 5일부터 8월 16일까지 6개 연고지와 마산에서 진행되었다.

## 변경된 점
- 라운드 수 변경에 따라 경기 수가 변경되었다.
- 포스트시즌의 플레이오프 선승제가 5전 3선승제에서 3전 2선승제로 변경되었다. 챔피언 결정전 선승제는 5전 3선승제 그대로이다.

## 정규리그
정규리그는 2002년 7월 5일 개막하였으며, 2002년 8월 4일까지 진행되었다. 용인 삼성생명 비추미가 정규리그 우승을 차지했다.
| 순위 | 팀                     | 경기 | 승 | 패 | 승차 | 참가 자격 및 강등 |
| ---- | ---------------------- | ---- | -- | -- | ---- | ----------------- |
| 1    | 용인 삼성생명 비추미   | 15   | 10 | 5  | —    | 플레이오프 진출   |
| 2    | 청주 현대 하이페리온   | 15   | 10 | 5  | —    | 플레이오프 진출   |
| 3    | 춘천 우리은행 한새     | 15   | 9  | 6  | 1    | 플레이오프 진출   |
| 4    | 부천 신세계 쿨캣       | 15   | 8  | 7  | 2    | 플레이오프 진출   |
| 5    | 천안 국민은행 세이버스 | 15   | 5  | 10 | 5    |                   |
| 6    | 인천 금호생명 팰컨스   | 15   | 3  | 12 | 7    |                   |